# Hypotrix basistriga
Hypotrix basistriga là một loài bướm đêm thuộc họ Noctuidae. Nó là loài duy nhất được tìm thấy ở dãy núi White Mountains và Pinaleno ở miền đông Arizona.
The habitat consists of open ponderosa pine forests.
Chiều dài cánh trước là 12–13 mm. Con trưởng thành bay từ giữa tháng 6 đến cuối tháng 7.

## Etymology
Basistriga is Latin và refers đến the black dash hoặc streak at the base of the forewing.